# Dido a Aeneas
Dido a Aeneas (anglicky Dido and Aeneas) (Z. 626) je opera Henryho Purcella o předehře a třech jednáních. Autorem libreta byl Nahum Tate na námět ze čtvrté knihy Vergiliovy Aeneidy. Zkomponována byla před rokem 1688. Nejstarší prokázané uvedení provedl v létě roku 1688 Josias Priest v penzionátu šlechtičen v Chelsea, pravděpodobně byla opera ale uvedena již dříve. Nejstarší dochovaný výtisk libreta pochází z roku 1689, tento rok bývá uváděn v některých zdrojích jako rok premiéry. Jedná se o nejstarší dochovanou operu v angličtině.

## Osoby
| Dido, královna Kartága             | soprán nebo mezzosoprán                      |
| Belinda, její sestra a služebná    | soprán                                       |
| Druhá dáma                         | soprán nebo mezzosoprán                      |
| Aeneas, trójský pric               | tenor nebo baryton                           |
| Čaroděj                            | mezzosoprán, kontraalt, kontratenor nebo bas |
| První čarodějnice                  | mezzosoprán                                  |
| Druhá čarodějnice                  | mezzosoprán                                  |
| Duch, vydávající se za Merkura     | soprán nebo kontratenor                      |
| Námořník                           | tenor                                        |
| dívky, dvořané, námořníci, duchové | sbor                                         |

## Stručný obsah

### První dějství
Palác Didonin:
Belinda se snaží rozptýlit obavy kartaginské královny Didony. K jejímu dvoru připlul hrdina Aeneas a Dido podléhá jeho citu a kráse, zmocňují se jí ale obavy. Belinda i sbor královnu ujišťují, že Aeneas je pro ni vhodným partnerem. Aeneas přichází a prosí Didonu o slitování.

### Druhé jednání
Jeskyně čarodějnic:
Čaroděj volá na pomoc dvě čarodějnice a snovají plán, jak překazit vztah Didony a Aenea a způsobit zkázu Kartága. Čaroděj plánuje, že vyšle ducha, který se bude vydávat za Merkura, posla Jupiterova, který Aeneovi přikáže ihned odplout.
Les:
Dido a Aeneas jsou s družinou na lovu. Přichází bouře a družina prchá do města. Aeneovi se zjeví duch v podobě boha Merkura a tlumočí mu údajný Jupiterův příkaz, aby zanechal radovánek s Didonou a ihned se vypravil na další cestu. Aeneas se s bolestí v srdci podvoluje domnělé vůli bohů.

### Třetí jednání
V přístavu:
Námořník se loučí veselou písní s Kartágem. Čaroděj a čarodějnice se radují z úspěšné intriky a těší se, že Aeneas utone a Dido bude zničena.
Palác Didonin:
Aeneas oznamuje Didoně, že z vůle bohů ji musí opustit. Když vidí Didonino zoufalství, chce se této vůli zprotivit, Dido to ale nepřipustí a posílá jej pryč. Po Aeneově odplutí spáchá nešťastná Dido sebevraždu.

## Obsah
- předehra

### První dějství
- árie Belinda, "Shake the cloud from off your brow"
- sbor, "Banish sorrow, banish care"
- árie a ritornel, "Ah! Belinda, I am prest with torment"
- recitativ Belinda a Dido, "Grief increases by concealing"
- sbor, "When monarchs unite"
- recitativ Belinda a Dido, "Whence could so much virtue spring?"
- duet Belinda a druhá dáma, "Fear no danger"
- recitativ Belinda, "See, your royal guest appears"
- sbor, "Cupid only throws the dart"
- recitativ Aeneas, "If not for mine"
- árie Belinda, "Pursue thy conquest, love"
- sbor, "To the hills and the vales"
- triumfální tanec

### Druhé jednání
- recitativ a árie Čaroděj, "Wayward sisters"
- sbor, "Harm's our delight"
- recitativ Čaroděj, "The queen of Carthage, whom we hate"
- sbor a recitativ, "Ho ho ho!"
- recitativ Čaroděj a dvě čarodějnice "Ruind ere the set of sun?"
- sbor, "In our deep vaulted cell"
- tanec lovecké družiny, "Echo dance of the furies"
- árie a sbor Belinda, "Thanks to these lonesome vales"
- árie, druhá dáma, "Oft she visits this lone mountain"
- ritornel, "A Dance to entertain Aeneas by Dido's Women"
- recitativ Dido a Aeneas, "Behold, upon my bended spear"
- árie Dido a sbor, "Haste, haste to town"
- recitativ Duch a Aeneas, "Stay, Prince"

### Třetí jednání
- preludium a árie, námořník, "Come away, fellow sailors"
- tanec námořníků
- recitativ Čaroděj a dvě čarodějnice, "See the flags and the streamers curling"
- árie Čaroděj, "Our next motion"
- sbor, "Destruction's our delight"
- tanec čarodějnic
- árie Dido, Belinda, Aeneas, "Your counsel all is urg'd in vain"
- recitativ, "See, madam where the Prince appears"
- sbor, "Great minds against themselves conspire"
- recitativ Dido, "Thy hand Belinda, darkness shades me"
- árie Dido, "When I am laid in earth"
- sbor, "With drooping wings"
- epilog, "All that we know the angels do above"

## Uvedení
Operu provedl koncertně v roce 2016 v rámci koncertního cyklu orchestru Collegium 1704 a sboru Collegium Vocale 1704 dne 5. února 2016 v pražském Rudolfinu dirigent Václav Luks. Osazení: Dido: Marie-Claude Chappuis (mezzosoprán), Belinda: Yeree Suh, Druhá dáma / Druhá čarodějnice: Sophie Harmsen, První čarodějnice: Alžběta Poláčková, Aeneas: Tomáš Král (baryton), Čaroděj: Lisandro Abadie, Duch: Alex Potter, Námořník: Václav Čížek.
V rámci Festivalu v Aix-en-Provence (plný název Festival international d’art lyrique et l'Académie européenne de musique d’Aix-en-Provence, zkráceně Festival d’Aix-en-Provence) dirigoval představení opery Henryho Purcella: Dido a Aeneas. Scénické provedení inscenoval režisér Vincent Huguet na scéně Aurélie Maestre a v kostýmech Caroline de Vivaise. Opera byla doplněna novodobým prologem, který napsala Maylis de Kerangal a přednesla Rokia Traoré. Osoby a obsazení: Dido - Anaïk Morel, žena z Kypru - Rokia Traoré, Aeneas - Tobias Greenhalgh, Belinda, sestra a společnice Didonina - Sophia Burgos, Čaroděj, duch - Lucile Richardot, druhá dáma - Rachel Redmond, první čarodějcice - Fleur Barron, druhá čarodějnice - Majdouline Zerari, námořník - Peter Kirk, orchestr Ensemble Pygmalion řídil Václav Luks.